# Ranieri III di Monaco
Ranieri III di Monaco (nome completo in francese Rainier Louis Henri Maxence Bertrand Grimaldi; Monaco, 31 maggio 1923 – Monaco, 6 aprile 2005) è stato principe sovrano di Monaco dal 1949 al 2005. Resse il Principato di Monaco per quasi 56 anni, il che lo rese uno dei monarchi rimasti per più tempo sul proprio trono della storia europea.
Figlio del conte Pierre de Polignac e di sua moglie, la principessa Charlotte di Monaco, ascese al trono monegasco dopo la morte del nonno Luigi II e la rinuncia ai diritti di successione da parte della madre. Il suo ruolo risultò fondamentale per lo sviluppo del moderno Principato di Monaco e per la trasformazione della sua economia, traghettando il piccolo stato costiero dalla tradizionale nomea di mero paradiso fiscale sostenuto dal gioco d'azzardo a polo culturale di importanza internazionale. Il principe coordinò inoltre delle riforme sostanziali nella costituzione monegasca, limitando i poteri del principe sovrano e facendosi affiancare un consiglio di stato.
Nel 1956 sposò la celebre attrice americana Grace Kelly, attirando l'attenzione dei media di tutto il mondo sul piccolo principato; il loro matrimonio (da cui nacquero tre figli) durò fino al 1982, anno in cui lei morì in un incidente stradale.

## Biografia

### Infanzia

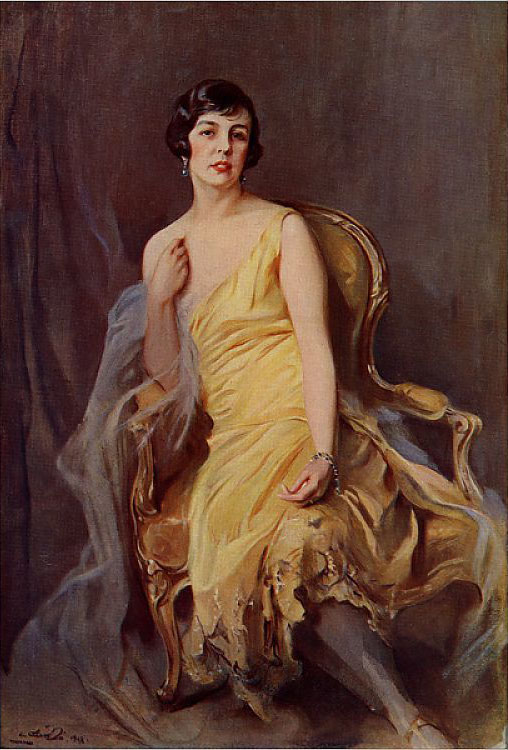
La principessa Charlotte Grimaldi, madre del principe Ranieri III, ritratta da Philip de László negli anni '20 del Novecento. Charlotte abdicò ai suoi diritti alla corona quando Ranieri raggiunse i 21 anni di età, rendendolo principe ereditario della corona del nonno Luigi II

Ranieri nacque il 31 maggio 1923 a Monaco, figlio secondogenito del conte Pierre de Polignac, e di sua moglie, la principessa ereditaria Charlotte Grimaldi, duchessa del Valentinois. La madre di Ranieri era l'unica figlia del principe Luigi II di Monaco e della sua amante, Marie-Juliette Louvet, legittimata successivamente alla sua nascita, in quanto il matrimonio del padre era morganatico, e poi designata quale erede al trono di Monaco. Il padre di Ranieri, esponente dell'aristocrazia francese e nipote di Jules de Polignac, ultimo ministro del re Carlo X di Francia, venne creato Principe Grimaldi con l'Ordonnance souveraine del 18 marzo 1920.
Ranieri aveva una sorella maggiore, la principessa Antonietta Grimaldi, baronessa di Massy, una figura divenuta impopolare negli anni a corte in quanto reclamò più volte i diritti che le sarebbero derivati dalla primogenitura, a tal punto che fu costretta a lasciare il paese dalla cognata principessa Grace.
Nato alle 6 del mattino, venne battezzato il 14 giugno 1923 nella cattedrale di Monaco con padrino suo nonno, il principe Luigi II di Monaco, e madrina la principessa Enrichetta del Belgio, vedova del duca di Vendôme, Emanuele d'Orléans.

### Educazione
Il futuro principe Ranieri ricevette la sua prima educazione in casa. Come ebbe lui stesso a ricordare successivamente:
Ranieri fu il primo Principe di Monaco a essere inviato all'estero a compiere i propri studi e più precisamente fu destinato a frequentare la Summerfields School a St Leonards-on-Sea nel Regno Unito, e successivamente ebbe accesso a Stowe, una prestigiosa scuola pubblica inglese nel Buckinghamshire. Da qui, venne inviato nel 1939 all'Istituto Le Rosey a Rolle e a Gstaad, in Svizzera, prima di continuare l'Università di Montpellier in Francia, dove ottenne il diploma di laurea e successivamente grandi riconoscimenti dall'Institut d'études politiques de Paris.

### La seconda guerra mondiale
Il nonno materno di Ranieri, Luigi II di Monaco, era stato generale dell'armata francese durante la prima guerra mondiale e sulle sue orme il giovane principe prestò servizio durante la seconda guerra mondiale come ufficiale d'artiglieria.
Il 28 settembre 1944, per compensare la politica di suo nonno durante l'occupazione (che fu di sostanziale sottomissione al regime del maresciallo Philippe Pétain), Ranieri decise di arruolarsi nelle file dell'esercito francese come volontario della legione straniera; venne affiliato allo stato maggiore del 2º corpo d'armata sotto il comando del generale Joseph de Goislard de Monsabert e poi integrato nel 7º reggimento tiratori algerini delle truppe d'Africa francesi e prese parte con questo corpo alle operazioni della campagna d'Alsazia; come Secondo Luogotenente combatté distinguendosi in Alsazia a tal punto da ottenere la Croix de guerre con una stella di bronzo. Nel 1947, per il servizio prestato, venne nominato cavaliere della Legion d'Onore da Léon Blum.
Raggiunse il grado di capitano nell'esercito francese nell'aprile del 1949 e poi quello di colonnello nel dicembre del 1954.

### Il regno

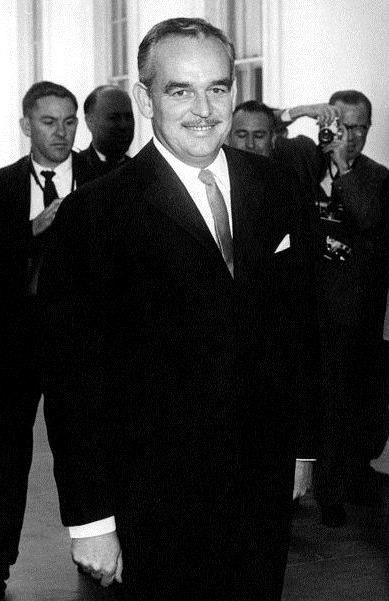
Il principe Ranieri III di Monaco fotografato il 24 maggio 1961 durante una visita alla Casa Bianca

Il 9 maggio 1949 il principe Ranieri III succedette a suo nonno, il principe Luigi II, perché cinque anni prima, il 30 maggio 1944, la principessa ereditaria Charlotte, figlia di Luigi II, autorizzata dal principe sovrano, aveva rinunciato in favore del figlio al suo titolo di Principessa ereditaria di Monaco.
Dopo la sua ascesa al trono, Ranieri lavorò assiduamente per recuperare l'antico lustro del Principato di Monaco dopo gli scandali, soprattutto finanziari, causati dalla madre e che avevano pesantemente dilapidato le finanze statali, al punto che la Societé Monégasque de Banques et de Métaux Précieux, che possedeva il 55% del capitale nazionale, si trovava in bancarotta. Per compensare questa spiacevole situazione, dunque, Ranieri pensò di rendere Monaco un centro finanziario-commerciale, un luogo di opportunità di sviluppo edilizio, nonché un'attrazione turistica internazionale. I primi anni del suo regno videro il coinvolgimento in questo progetto del milionario greco Aristotele Onassis, che prese la direzione della Société des Bains de Mer. Il principe Ranieri ri-ottenne il controllo della società nel 1964, quando l'attività era ormai perfettamente avviata ed efficiente.
Ranieri fondò nel 1950 il primo museo postale del principato nel distretto di Fontvieille, mettendo a disposizione del pubblico le collezioni dei principi monegaschi Alberto I e Luigi II e nel 1999 divenne patrono del Club de Monte-Carlo de l'Élite de la Philatélie, con sede proprio nel museo. La collezione di automobili di Ranieri III venne aperta al pubblico sempre a Fontevieille col nome di Monaco Top Cars Collection.
Nel 1950 fondò l'Ordine dei Grimaldi per ricompensare i servizi resi alla famiglia dei principi di Monaco.
Nel 1957 iniziò il primo ampliamento della città di Monaco e l'anno successivo diede inizio ai lavori di costruzione della contrada Larvotto col recupero di 54 000 metri quadri a est del territorio monegasco. Nel 1965 iniziò nuovi lavori per la costruzione del quartiere di Fontvieille su 220 000 metri quadrati di terreno edificabile con nuovo porto ad occidente del territorio monegasco. Il lavoro durerà per i venti anni successivi.
Nel 1959 si fece promotore del primo incontro internazionale al Museo Oceanografico di Monaco per combattere il crescente fenomeno dei rifiuti radioattivi sulla terra e in mare. Alla conferenza presero parte 280 esperti in rappresentanza di 30 organizzazioni internazionali. Nel 1960 divenne presidente onorario dell'associazione internazionale contro la vivisezione. Nell'ottica di collaborazione coi paesi confinanti, nel 1970 creò la Commissione Ramoge, un organismo che riuniva Francia, Italia e Principato di Monaco per la tutela del Mediterraneo che nel 1999 porterà all'istituzione del "santuario delle balene" nel bacino liguro-provenzale. Farà nuovamente sentire la sua voce nel 1992 alla conferenza di Rio sull'ambiente, sempre a favore della tutela del Mediterraneo.
Il 12 ottobre 1962 la frontiera di Monaco fu bloccata dalla Police Nationale su ordine del presidente francese Charles de Gaulle; a seguito di serrate negoziazioni, si arrivò a un nuovo accordo che prevedeva tra l'altro un trattamento fiscale ordinario dei francesi risultati ufficialmente residenti a Monaco dopo il 1957. Il 17 dicembre del 1962 il principe promulgò una nuova costituzione per il principato di Monaco, la quale ribadì la sovranità e l'indipendenza dello Stato monegasco (contro le mire espansionistiche e accentratrici del governo gollista), riaffermando nel contempo le relazioni speciali con la Francia già definite dal trattato del 17 luglio 1918. Con questo documento, il principe ridusse significativamente il potere del sovrano, ponendo fine al proprio ruolo autocratico e affiancandosi un Consiglio Nazionale composto di 18 membri eletti. Un nuovo trattato venne sottoscritto con la Francia il 23 ottobre 2002.
Il 17 febbraio 1966 creò la Fondation Prince Pierre il cui scopo era quello di promuovere la cultura attraverso l'assegnazione di borse di studio in ambito letterario, musicale e artistico. Nel 1974, inaugurò a Monte Carlo il Festival internazionale del circo di Monte Carlo che ancora oggi si svolge annualmente.
Nel 1975 fu uno dei tre capi di Stato internazionali ad assistere ai funerali del dittatore spagnolo Francisco Franco, assieme al dittatore cileno Augusto Pinochet ed al re Husayn di Giordania.
A partire dagli anni 1980 Ranieri III si impegnò in prima persona per favorire l'economia di Monaco, richiamando nel principato nuovi investitori e industriali in campo chimico, farmaceutico, dell'ingegneria di precisione e dei cosmetici. Nel 1985 inaugurò lo Stade Louis II nel quartiere di Fontvieille, da poco terminato e nel 1987, nel medesimo quartiere, inaugurò il Centro Cardiotoracico di Monaco.

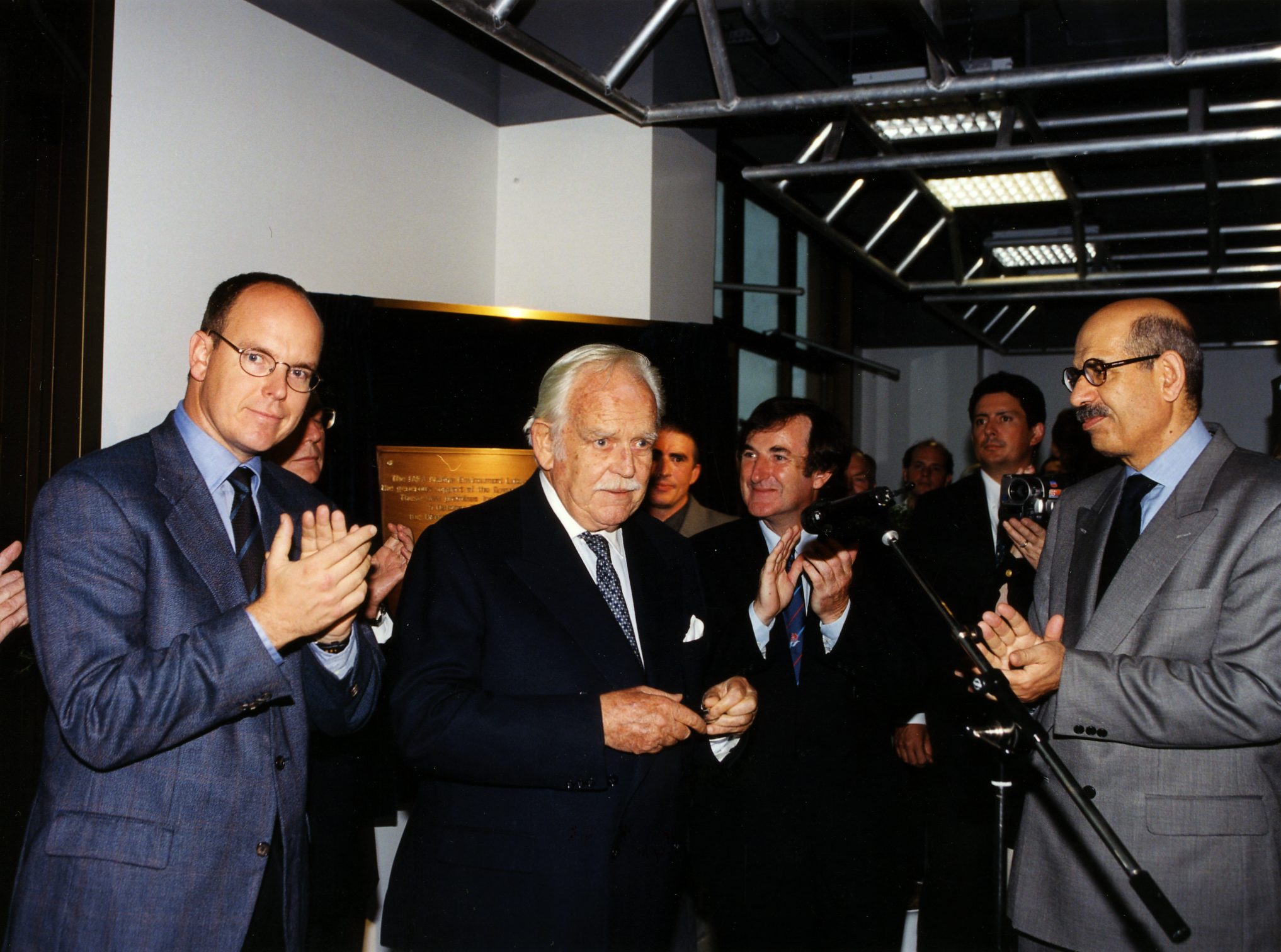
Il principe Ranieri con il figlio Alberto a un'inaugurazione nel 1998

Nel 1993, votò a favore dell'ingresso del Principato di Monaco nelle Nazioni Unite e avviò contemporaneamente i lavori di interramento della stazione ferroviaria di Monaco-Monte-Carlo, recuperando così altri quattro ettari di terreno edificabile di cui il 55% venne dedicato alla costruzione di edifici per uffici e appartamenti. La nuova stazione interrata verrà inaugurata nel 1999. Nel 1994, sulla medesima area, diede inizio i lavori di costruzione del Grimaldi Forum Monaco, un centro congressi e culturale che svilupperà su 70 000 metri quadri.
A gennaio del 2000, il principe Ranieri III avviò i lavori per la costruzione di una grande diga di 352 metri per la protezione del vecchio porto di Monaco, aumentando nel contempo la capacità di ormeggio del porto stesso e la possibilità di attracco anche per le navi da crociera. Questa struttura semi-galleggiante fu il risultato di un processo unico noto come "muro d'acqua fisso", per il quale il brevetto internazionale venne depositato proprio per l'occasione.
Il 5 ottobre 2004 Ranieri III sottoscrisse l'entrata del principato di Monaco a far parte del Consiglio europeo.
La fortuna privata di Ranieri raggiunse i 2 000 000 000 di euro poco prima della sua morte. I suoi possedimenti includevano il palazzo del principe di Monaco, il castello di Marchais vicino a Parigi, un jet privato, uno yacht, una collezione di 180 veicoli di automobili d'epoca, una delle collezioni di francobolli più preziose al mondo e i dividendi della Société des bains de mer che, tra le altre cose, gestisce il casinò di Monte Carlo.

### Relazioni sentimentali e matrimonio

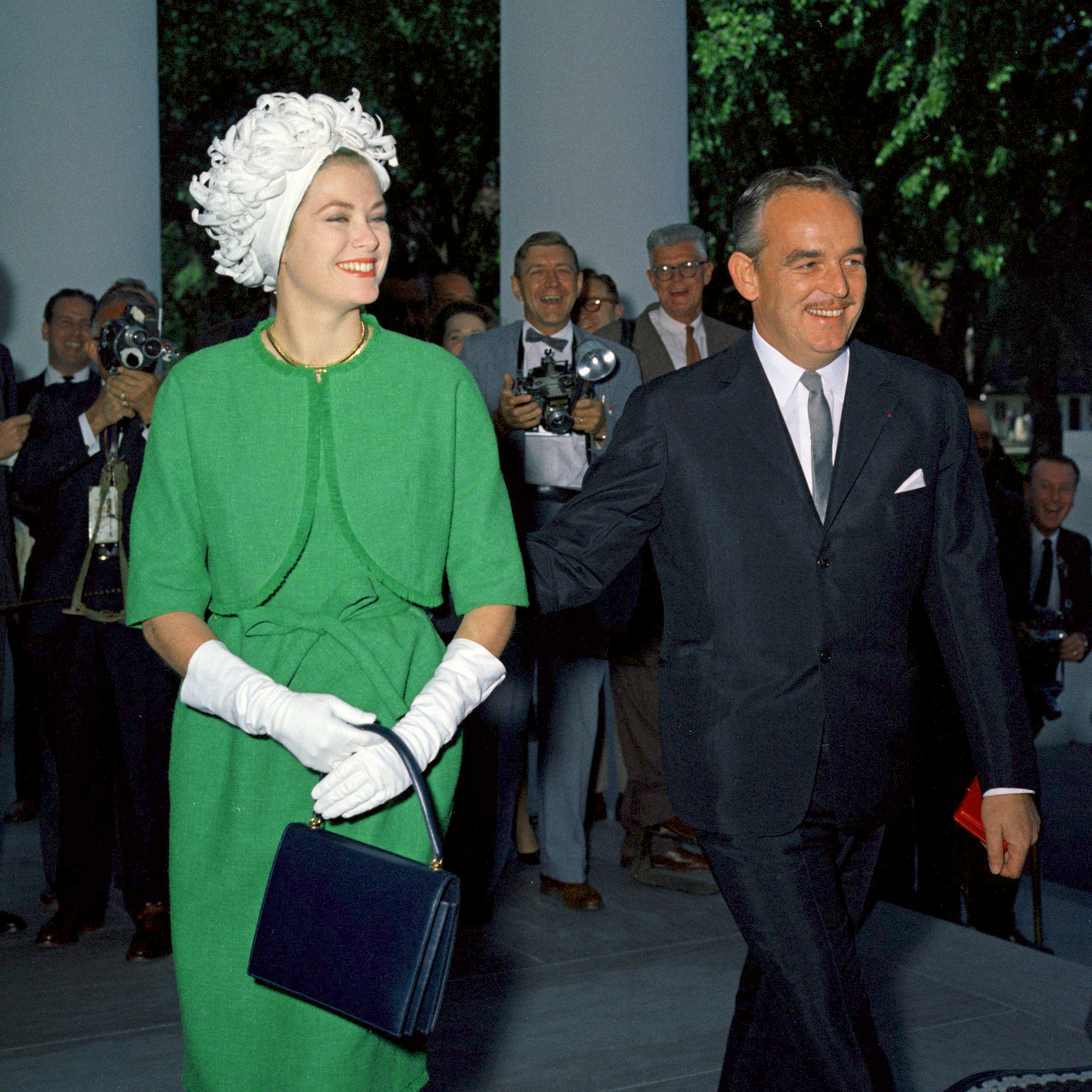
Il principe Ranieri III e la principessa Grace in visita alla Casa Bianca nel 1961

Il principe Ranieri si fidanzò con l'attrice francese Gisèle Pascal, che aveva conosciuto all'epoca degli studi all'Università di Montpellier e con la quale aveva convissuto a Saint-Jean-Cap-Ferrat sino al 1953, ma il previsto matrimonio non ebbe luogo a seguito della diagnosi di un medico che dichiarò l'infertilità della Pascal (diagnosi successivamente smentita dal fatto che la Pascal ebbe una figlia con l'attore Raymond Pellegrin). L'armatore greco Onassis cercò di organizzare il matrimonio tra il principe Ranieri e Marilyn Monroe, ma il progetto naufragò.
Nel 1956 il principe sposò l'attrice statunitense Grace Kelly, che assunse il titolo, dopo il matrimonio, di Principessa Consorte di Monaco. I due si erano conosciuti l'anno precedente al festival del cinema di Cannes, dove la futura principessa era l'interprete principale del film Caccia al ladro di Alfred Hitchcock, per merito del giornalista nizzardo Pierre Galante, marito dell'attrice Olivia de Havilland.
Il 12 aprile 1956, dopo che il principe Ranieri III ebbe chiesto e ottenuto il permesso per il matrimonio al governo francese sulla base di quanto stabilito dalla costituzione del principato nel 1918, Grace Kelly giunse a Monaco a bordo del transatlantico Constitution, che sparò una salva d'onore. Onassis fece piovere garofani rossi e bianchi per l'occasione dal suo idrovolante.

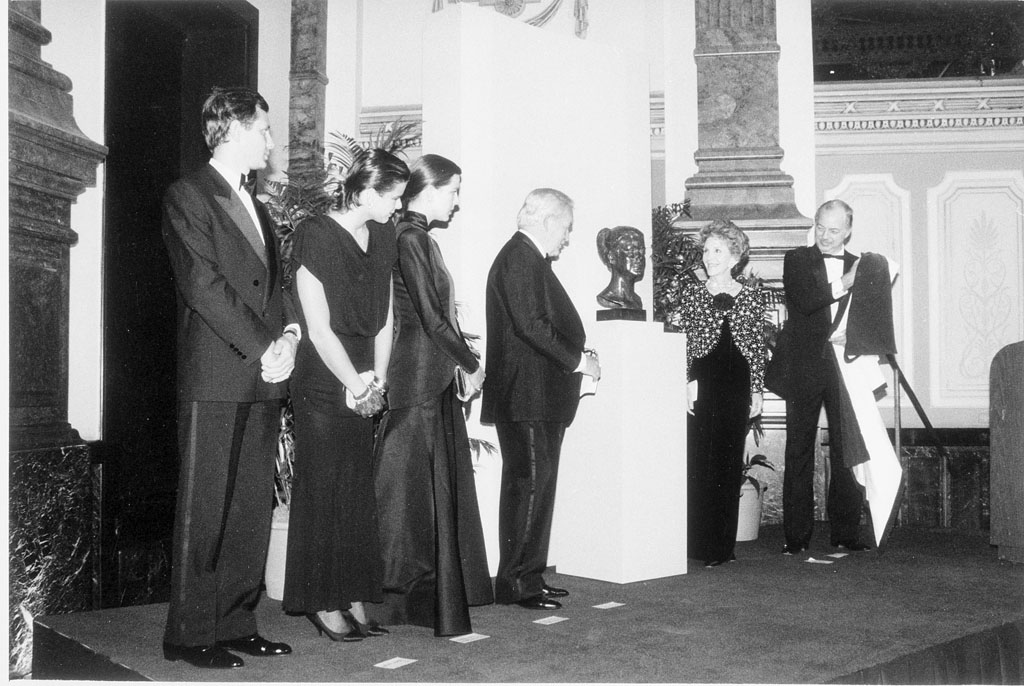
Il principe Ranieri III nel 1986 scopre un busto di bronzo in onore della defunta moglie Grace accompagnato dai suoi figli

Il matrimonio civile ebbe luogo il 18 aprile nel Palazzo dei Principi di Monaco, mentre quello religioso si svolse il 19 aprile 1956 nella cattedrale di Monaco, presieduto dal vescovo Gilles Barthe; Alfred Hitchcock fu testimone della sposa, con la partecipazione di molte personalità di Hollywood tra cui l'attore americano Gene Kelly e la cantante belga Annie Cordy. L'unione attirò ovviamente l'attenzione dei media dai quali venne descritto come "il matrimonio del secolo" nonché uno degli eventi più attesi della stagione. Il matrimonio venne registrato dalla MGM Studios e trasmesso in televisione con oltre 30 000 000 di spettatori in tutto il mondo. Dopo la cerimonia la coppia si recò in luna di miele nel Mediterraneo a bordo dello yacht Deo Juvante II.
Nel 1982 Grace Kelly morì in un incidente d'auto a La Tourbie, appena fuori Monaco. Dopo la morte della moglie, il principe rifiutò categoricamente di risposarsi; come ha ricordato anche il figlio e successore Alberto II, Ranieri III non fu più lo stesso una volta rimasto vedovo, in quanto considerava la moglie non solo come una partner nella vita privata, ma anche come una saggia consigliera al governo. Lentamente ma progressivamente, iniziò ad allontanarsi dagli eventi mondani per vivere una vita sempre più rinchiusa nel suo palazzo, delegando il figlio Alberto a rappresentarlo nella maggior parte delle occasioni. In quello stesso anno fondò la Princess Grace Foundation-USA in sua memoria, per supportare gli artisti emergenti.

### Ultimi anni

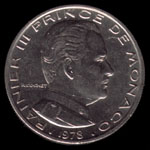
L'effigie del principe Ranieri su di un franco monegasco

Negli ultimi tre anni della sua vita, anche a causa della sua fortissima propensione al fumo (consumava circa 60 sigarette al giorno), la salute del principe Ranieri III andò rapidamente declinando. Già all'inizio del 2004 il principe venne ricoverato per problemi descritti genericamente come "affaticamento", nuovamente nel febbraio di quello stesso anno per problematiche alle vie coronarie e poi ancora in ottobre per un'infezione alla gola. Il 7 marzo 2005 Ranieri III fu ricoverato per un'infezione polmonare; uscì poi dall'ospedale il 22 marzo con una diagnosi di insufficienza renale e rimanenti problemi cardiaci. Nel novembre del 2004, intervistato al Larry King Live, il principe Alberto dichiarò a Larry King che suo padre stava bene, per quanto avesse sofferto di bronchite.
Il 7 marzo 2005, il principe Ranieri venne nuovamente ricoverato al Centro Cardiotoracico di Monaco per un'infezione alla trachea; due settimane dopo, il 22 marzo, a fronte di un improvviso peggioramento a livello cardiaco e renale, dovette essere trasferito in terapia intensiva; l'indomani gli venne imposta la respirazione forzata. Il 26 marzo il palazzo definì la prognosi "molto riservata" e riferì come il principe fosse in condizioni stazionarie, ma comunque assai gravi.
Il 31 marzo 2005, dopo una riunione del Consiglio della Corona di Monaco, fu annunciato che il principe Ranieri III non era più in grado di esercitare le proprie funzioni di sovrano e che pertanto il figlio Alberto, marchese di Baux, avrebbe assunto la reggenza.

### Morte

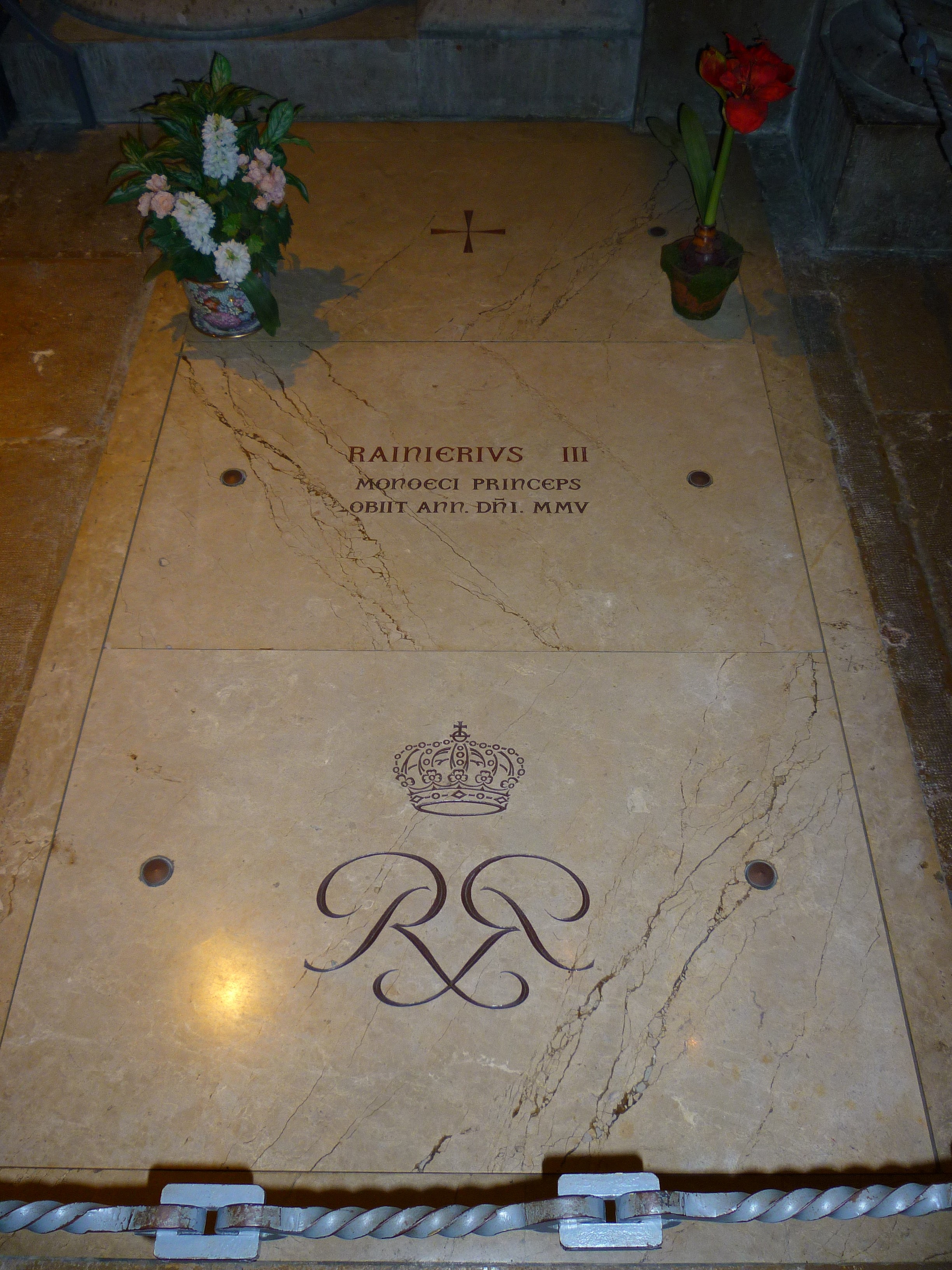
La tomba di Ranieri III di Monaco nella Cattedrale dell'Immacolata Concezione

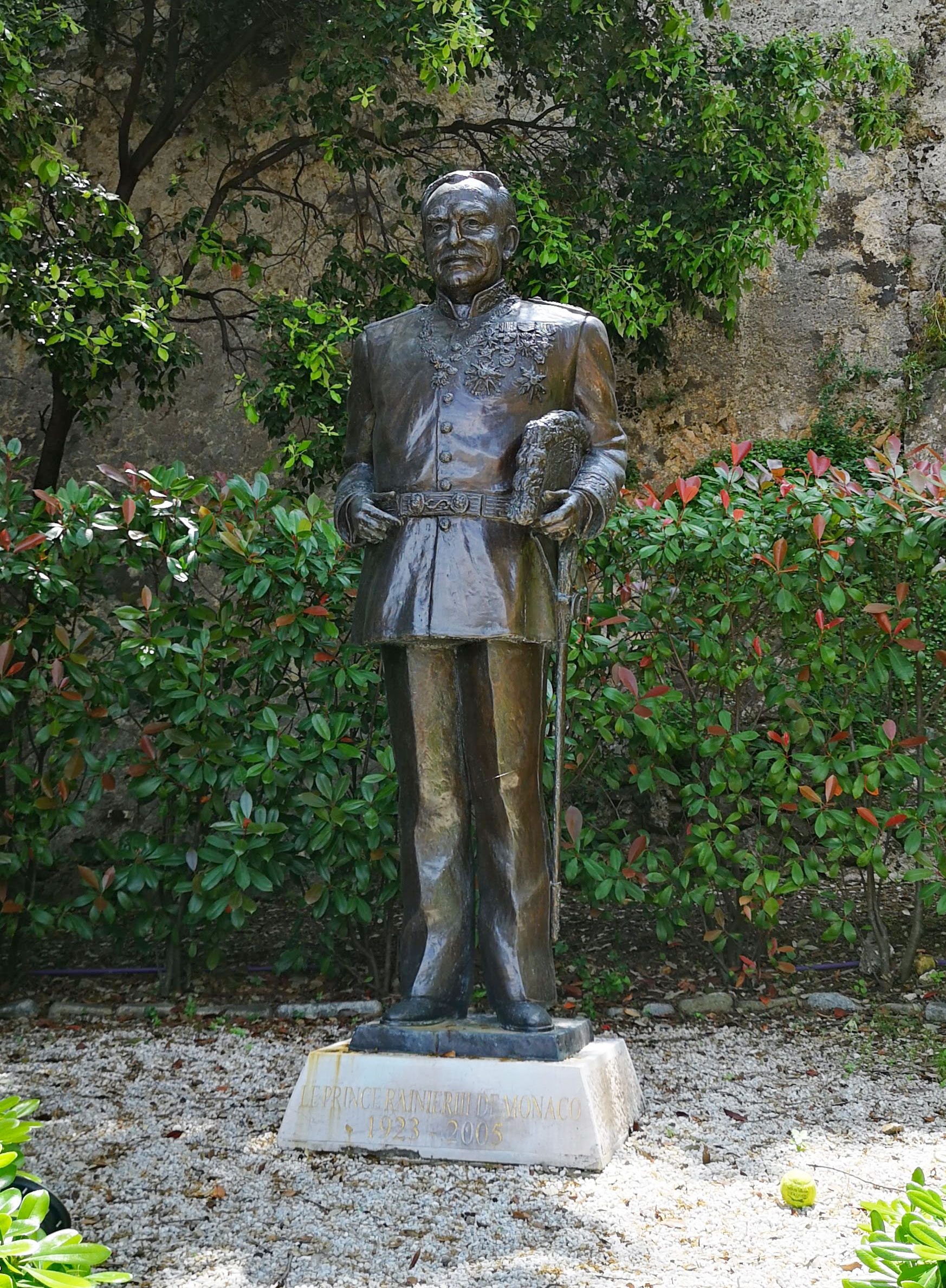
Statua in bronzo a grandezza naturale del Principe Ranieri III situata lungo la via pedonale che porta verso il Palazzo dei Principi di Monaco

Il 1º aprile 2005, il palazzo annunciò che i medici di Ranieri III ritenevano che fossero ben poche le speranze per il principe di recuperare la sua salute.
Dopo un altro peggioramento, il 6 aprile 2005 il principe Ranieri III si spense a Monaco alle 6:35, all'età di 81 anni, di cui quasi 56 trascorsi regnando. Il suo successore fu il figlio principe Alberto, che assunse il nome di Alberto II. La notizia della sua morte ebbe un'eco ridotta sulla stampa, dal momento che coincise temporalmente con la scomparsa di papa Giovanni Paolo II, venuto a mancare il 2 aprile 2005; si trattò di una circostanza singolare, in quanto a distanza di quattro giorni erano deceduti i capi dei due stati più piccoli in assoluto del mondo. Al momento della sua morte, il principe Ranieri era il secondo capo di Stato più anziano al mondo.
La salma del principe Ranieri III venne sepolta il 15 aprile 2005, a fianco di quella della moglie, la principessa Grace, nella Cattedrale dell'Immacolata Concezione, dove riposano anche i precedenti sovrani del trono monegasco. Ai suoi funerali presero parte importanti personalità del mondo politico e dell'aristocrazia: il presidente francese Jacques Chirac, re Carlo XVI Gustavo di Svezia con la regina Silvia, il re spagnolo Juan Carlos I e il re Alberto II del Belgio, oltre al duca Francesco di Baviera, al duca Eberardo di Württemberg, al principe Gioacchino di Danimarca, alla principessa Zahra Aga Khan, al principe Luigi del Liechtenstein, ad Andrea, duca di York e alla imperatrice Farah Pahlavi.

## Discendenza

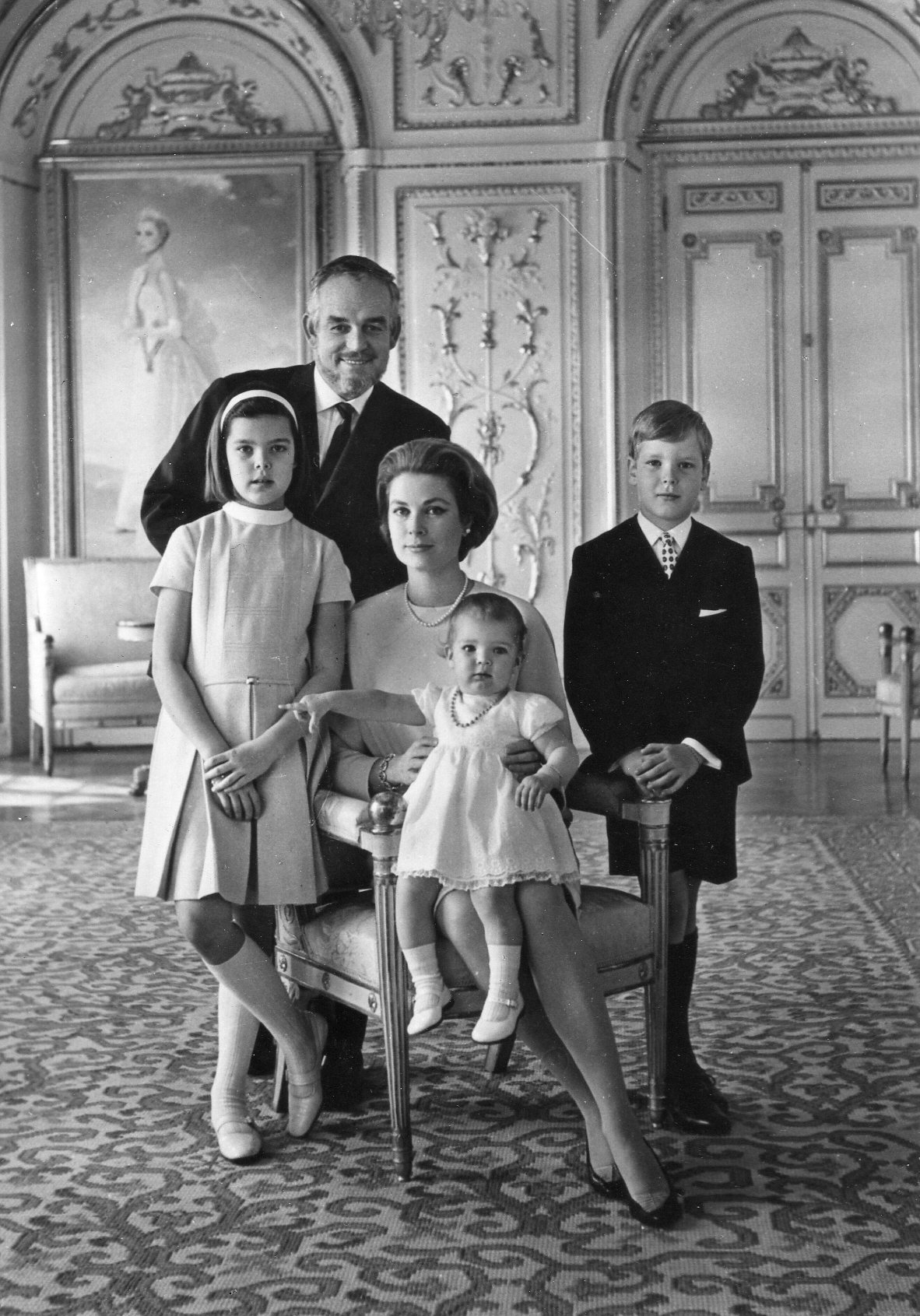
Ranieri III di Monaco con la moglie Grace Kelly e i tre figli nel 1966

Dal matrimonio tra Ranieri III e Grace Kelly nacquero tre figli:
- Carolina (n. 1957), sposò in prime nozze Philippe Junot (1978-1980), poi in seconde nozze Stefano Casiraghi (1983-1990) e in terze nozze Ernesto Augusto di Hannover nel 1999;
- Alberto (n. 1958), diventato principe sovrano di Monaco, sposò nel 2011 Charlène Wittstock;
- Stefania (n. 1965), sposò Daniel Ducruet (1995 - 1996) e in seconde nozze Adans Lopez Peres (2003 - 2004).

Durante il periodo della loro adolescenza le due figlie del principe furono un continuo grattacapo per il principe a causa del loro temperamento forte e indipendente, divenendo spesso soggetto di articoli sui tabloid e delle fotografie dei paparazzi; non fu così per il principe Alberto, rimasto in secondo piano nella stampa scandalistica per il suo carattere più riservato, almeno fino alla seconda metà degli anni 1990.

## Ascendenza
|                                    |                     |                                          | Genitori                              |  |  | Nonni |  |  | Bisnonni                               |  |  | Trisnonni                               |  |
|                                    |                     |                                          |                                       |  |  |       |  |  | Conte Charles Marie Thomas de Polignac |  |  | Conte Camile Henri Melchior de Polignac |  |
|                                    |                     |                                          |                                       |  |  |       |  |  | Conte Charles Marie Thomas de Polignac |  |  | Conte Camile Henri Melchior de Polignac |  |
|                                    |                     | Marie Charlotte Le Vassor de La Touche   |                                       |  |  |       |  |  | Conte Charles Marie Thomas de Polignac |  |  |                                         |  |
| Conte Maxence Melchior de Polignac |                     |                                          |                                       |  |  |       |  |  | Conte Charles Marie Thomas de Polignac |  |  |                                         |  |
|                                    |                     | Caroline Joséphine Le Normand de Morando | Joseph Le Normand de Morando          |  |  |       |  |  |                                        |  |  |                                         |  |
|                                    |                     | Caroline Joséphine Le Normand de Morando | Joseph Le Normand de Morando          |  |  |       |  |  |                                        |  |  |                                         |  |
|                                    |                     | Caroline Joséphine Le Normand de Morando | Anne Papin de Thevigné                |  |  |       |  |  |                                        |  |  |                                         |  |
| Conte Pierre de Polignac           |                     | Caroline Joséphine Le Normand de Morando |                                       |  |  |       |  |  |                                        |  |  |                                         |  |
|                                    |                     | Isidoro Fernando de la Torre y Carsí     | Isidoro Francisco de la Torre         |  |  |       |  |  |                                        |  |  |                                         |  |
|                                    |                     | Isidoro Fernando de la Torre y Carsí     | Isidoro Francisco de la Torre         |  |  |       |  |  |                                        |  |  |                                         |  |
|                                    |                     | Isidoro Fernando de la Torre y Carsí     | Teresa Carsí                          |  |  |       |  |  |                                        |  |  |                                         |  |
| Susana Mariana de la Torre y Mier  |                     | Isidoro Fernando de la Torre y Carsí     |                                       |  |  |       |  |  |                                        |  |  |                                         |  |
|                                    |                     | María Luisa de Mier y Celis              | Gregorio de Mier y Terán              |  |  |       |  |  |                                        |  |  |                                         |  |
|                                    |                     | María Luisa de Mier y Celis              | Gregorio de Mier y Terán              |  |  |       |  |  |                                        |  |  |                                         |  |
|                                    |                     | María Luisa de Mier y Celis              | Mariana de Celis y Dosal              |  |  |       |  |  |                                        |  |  |                                         |  |
| Ranieri III di Monaco              |                     | María Luisa de Mier y Celis              |                                       |  |  |       |  |  |                                        |  |  |                                         |  |
|                                    | Alberto I di Monaco | Carlo III di Monaco                      |                                       |  |  |       |  |  |                                        |  |  |                                         |  |
|                                    | Alberto I di Monaco | Carlo III di Monaco                      |                                       |  |  |       |  |  |                                        |  |  |                                         |  |
|                                    | Alberto I di Monaco | Antoinette de Mérode                     |                                       |  |  |       |  |  |                                        |  |  |                                         |  |
| Luigi II di Monaco                 | Alberto I di Monaco |                                          |                                       |  |  |       |  |  |                                        |  |  |                                         |  |
|                                    |                     | Maria Vittoria Hamilton                  | William Hamilton, XI duca di Hamilton |  |  |       |  |  |                                        |  |  |                                         |  |
|                                    |                     | Maria Vittoria Hamilton                  | William Hamilton, XI duca di Hamilton |  |  |       |  |  |                                        |  |  |                                         |  |
|                                    |                     | Maria Vittoria Hamilton                  | Maria Amelia di Baden                 |  |  |       |  |  |                                        |  |  |                                         |  |
| Charlotte di Monaco                |                     | Maria Vittoria Hamilton                  |                                       |  |  |       |  |  |                                        |  |  |                                         |  |
|                                    |                     | Jacques Henri Louvet                     | Jacques Antoine Louvet                |  |  |       |  |  |                                        |  |  |                                         |  |
|                                    |                     | Jacques Henri Louvet                     | Jacques Antoine Louvet                |  |  |       |  |  |                                        |  |  |                                         |  |
|                                    |                     | Jacques Henri Louvet                     | Marie Catherine Jouanne               |  |  |       |  |  |                                        |  |  |                                         |  |
| Juliette Louvet                    |                     | Jacques Henri Louvet                     |                                       |  |  |       |  |  |                                        |  |  |                                         |  |
|                                    |                     | Josephine Elmire Piedefer                | Pierre Piedefer                       |  |  |       |  |  |                                        |  |  |                                         |  |
|                                    |                     | Josephine Elmire Piedefer                | Pierre Piedefer                       |  |  |       |  |  |                                        |  |  |                                         |  |
|                                    |                     | Josephine Elmire Piedefer                | Marie Anne Brunel                     |  |  |       |  |  |                                        |  |  |                                         |  |
|                                    |                     | Josephine Elmire Piedefer                |                                       |  |  |       |  |  |                                        |  |  |                                         |  |

## Onorificenze

### Gradi militari esteri
- Colonnello dell'Esercito francese